# Albares
Albares é um município da Espanha na província de Guadalajara, comunidade autónoma de Castilla-La Mancha, de área 29,35 km² com população de 508 habitantes (2004) e densidade populacional de 17,31 hab/km².

## Demografia
| Variação demográfica do município entre 1991 e 2004 | Variação demográfica do município entre 1991 e 2004 | Variação demográfica do município entre 1991 e 2004 | Variação demográfica do município entre 1991 e 2004 |
| --------------------------------------------------- | --------------------------------------------------- | --------------------------------------------------- | --------------------------------------------------- |
| 1991                                                | 1996                                                | 2001                                                | 2004                                                |
| 527                                                 | 520                                                 | 481                                                 | 508                                                 |